# Dudar Chachanow
Dudar Chachanow (ur. 4 lipca 1921 w Cchinwali, zm. 26 grudnia 1995) – osetyjski kompozytor i skrzypek. Ukończył studia w Konserwatorium Tyfliskim. Był twórcą pierwszego osetyjskiego scenicznego utworu muzycznego – operetki „Chanzariffa” (1948). Autor dziesięciu symfonii.

## Dzieła

### Opera
- 1975 - Chanty cagd

### Balety
- 1962 - Atsamaz i Agunda na podstawie narodowego eposu nartowskiego
- 1963 - Chetag (Wędrowiec)

### Utwory instrumentalne
- 1952 - Koncert skrzypcowy
- Koncert na harmonię osetyjską i orkiestrę
- Koncert na głos i orkiestrę